# Giovanni Antonio Guadagni
Giovanni Antonio Guadagni (Firenze, 14 settembre 1674 – Roma, 15 gennaio 1759) è stato un cardinale e vescovo cattolico italiano.
Proveniva dalla nobile famiglia fiorentina dei Guadagni.

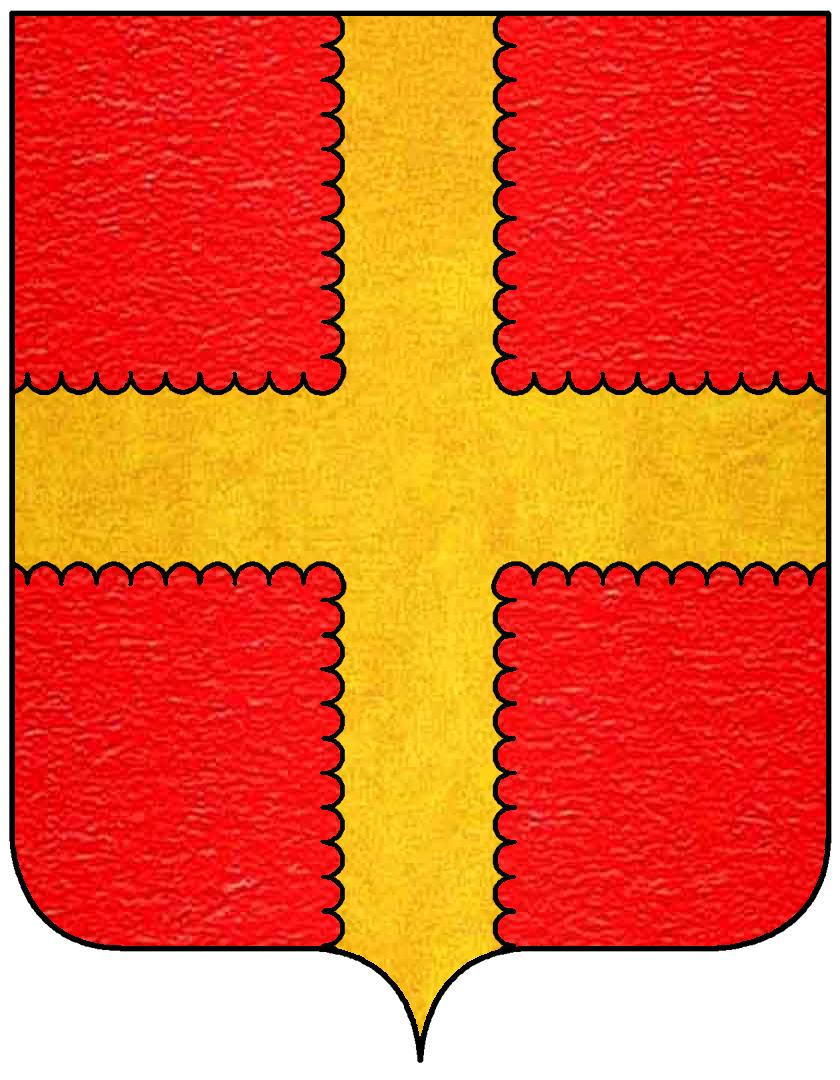
Stemma Guadagni

## Biografia
Nel 1696 si laureò a Pisa in utroque iure e nel 1702 fu ordinato sacerdote. Fattosi carmelitano scalzo entrò nel convento di Santa Maria delle Grazie, ad Arezzo. Venne eletto novantunesimo vescovo di Arezzo da papa Benedetto XIII il 20 dicembre 1724 e consacrato il 31 dicembre dello stesso anno dallo zio materno, il cardinale Lorenzo Corsini (futuro papa Clemente XII). Il 9 marzo 1725 fece l'ingresso solenne.
Nel 1730 celebrò un sinodo sia per affermare alcuni principi sul governo della diocesi sia per attuare una vigilanza attenta affinché non si diffondesse l'eresia giansenista.
Nel 1730 lo zio, cardinale Lorenzo Corsini, fu eletto papa con il nome di Clemente XII. Avendo questi grande stima per il nipote, lo elevò al rango di cardinale presbitero nel concistoro del 24 settembre 1731, assegnandogli il titolo dei Santi Silvestro e Martino ai Monti. Il 14 ottobre ricevette la berretta cardinalizia nel duomo di Arezzo. Rimase vescovo di Arezzo fino al 1732.
Il papa lo chiamò a Roma dove divenne suo vicario per la diocesi di Roma, fino alla morte. nel 1738 divenne abate commendatario dell'abbazia di Grottaferrata.
Nel 1750 divenne cardinale vescovo di Frascati. Nel 1756 optò per la sede suburbicaria di Porto e Santa Rufina
Dopo la morte, avvenuta all'età di 84 anni, fu sepolto nella chiesa romana dei carmelitani scalzi di Santa Maria della Scala.

## Conclavi
Giovanni Antonio Guadagni partecipò a due conclavi:
- conclave del 1740, che elesse papa Benedetto XIV
- conclave del 1758, che elesse papa Clemente XIII

## Genealogia episcopale e successione apostolica
La genealogia episcopale è:
- Cardinale Scipione Rebiba
- Cardinale Giulio Antonio Santori
- Cardinale Girolamo Bernerio, O.P.
- Arcivescovo Galeazzo Sanvitale
- Cardinale Ludovico Ludovisi
- Cardinale Luigi Caetani
- Cardinale Ulderico Carpegna
- Cardinale Paluzzo Paluzzi Altieri degli Albertoni
- Cardinale Flavio Chigi
- Papa Clemente XII
- Cardinale Giovanni Antonio Guadagni, O.C.D.

La successione apostolica è:
- Vescovo Severino Antonio Missini (1732)
- Vescovo Federico Alamanni (1732)
- Vescovo Carlo Ronchi (1732)
- Arcivescovo Francesco Guidi (1733)
- Vescovo Sigismondo Tudisi (1733)
- Vescovo João da Madre de Deus Seixas da Fonseca Borges, O.S.B. (1733)
- Vescovo Giacomo Beni (1733)
- Cardinale Serafino Cenci (1733)
- Cardinale Giacomo Lanfredini (1734)
- Arcivescovo Gaetano Calvani (1734)
- Vescovo Carlo Filippo Incontri (1734)
- Vescovo Dominico Laymo (1734)
- Vescovo Vincent Cossovich (1734)
- Vescovo Giuseppe Suares de la Concha (1735)
- Vescovo Vincenzo Maria Diedo (1735)
- Vescovo Alberico Simonetta (1735)
- Vescovo Francesco De Novellis (1735)
- Vescovo Gaetano d'Arco (1735)
- Vescovo Francesco Maria Ginori (1736)
- Vescovo Claudio Domenico Albini (1736)
- Vescovo Baldassarre Maria Remondini (1736)
- Cardinale Luca Melchiore Tempi (1736)
- Vescovo Andrea Venditti (1737)
- Arcivescovo Francesco Lanfreschi (1737)
- Arcivescovo Francesco Gaetano Incontri (1738)
- Vescovo Melchiorre Delfico (1738)
- Vescovo Giovanni Andrea Schiano (1738)
- Vescovo Ludovico Benzoni, O.Carm. (1738)
- Vescovo Francesco Antonio Salomone (1738)
- Vescovo Gaetano Fraccagnani (1738)
- Vescovo Giovanni Ferro (1738)
- Vescovo Pietro Antonio Zuccheri (1739)
- Cardinale Ferdinando Maria de' Rossi (1739)
- Cardinale Ignazio Michele Crivelli (1739)
- Vescovo Ludovico Ancaiani (1739)
- Vescovo Antonio Vegni (1739)
- Vescovo Bartolomeo Mollo (1739)
- Vescovo Francesco Vivani (1740)
- Arcivescovo Francesco Maria Piccolomini (1741)
- Vescovo Francesco Antonio Spadea (1742)
- Vescovo Giovanni Andrea Tria (1742)
- Vescovo Pietro Antonio Raimondi (1742)
- Vescovo Donato Maria Arcangeli (1742)
- Vescovo Angelo Maria Marculli, O.S.A. (1742)
- Arcivescovo Matteo Caraman (1742)
- Vescovo Marino Bozzatini (1742)
- Vescovo Biagio Chiarelli (1742)
- Vescovo Isidoro Pitellia, O.M. (1743)
- Vescovo Bernardino de Bernardis, O.M. (1743)
- Vescovo Filippo Felice del Prete (1744)
- Vescovo Vito Moio (1744)
- Vescovo Silvestro Lodovico Paparelli (1744)
- Vescovo Diego Andrea Tomacelli (1744)
- Vescovo Felice Leone, O.E.S.A. (1745)
- Vescovo Giuseppe Vignoli (1746)
- Vescovo Bernardo Bernardi, O.F.M.Conv. (1746)
- Vescovo Niccolò Arcangelo Bianchini, O.C.D. (1746)
- Vescovo Francesco Antonio Scoppa (1747)
- Vescovo Nicola Brescia (1747)
- Vescovo Giovanni Bufalini (1747)
- Vescovo Cosimo Pierbenedetto Maculani, C.O. (1748)
- Vescovo Giuseppe Du Mesnil (1748)
- Vescovo Giustino Girolamo Bagnesi, O.S.B. (1748)
- Vescovo Nicola Cimaglia, O.S.B. (1748)
- Vescovo Benedetto Gaetani (1749)
- Vescovo Domenico Poltri (1749)
- Vescovo Federigo Muschi (1749)
- Vescovo Panfilo Antonio Mazzara (1749)
- Arcivescovo Giuseppe Agostino Delbecchi, Sch.P. (1751)
- Vescovo Francesco Antonio Rocco (1751)
- Vescovo Segherio Felice Seghieri (1751)
- Cardinale Cristoforo Migazzi (1751)
- Vescovo Giovanni Carlo Antonelli (1752)
- Arcivescovo Nicolò Lercari (1753)
- Vescovo Angelo Maria Venizza (1754)
- Vescovo Jacopo Gaetano Nicolò Inghirami (1755)
- Vescovo Domenico Gaetano Novellucci (1755)
- Vescovo Filippo Niccolò Cecina (1755)
- Cardinale Carlo Maria Sacripante (1756)
- Vescovo Carlo Augusto Peruzzini, B. (1756)
- Vescovo Pietro Maria Franzesi (1757)
- Vescovo Adeodato Andrea Bivignano (1757)
- Patriarca Francesco Mattei (1757)
- Vescovo Bartolomeo Felice Guelfi Camaiani (1758)